# Chevrolet Van
Der Chevrolet Van war einer von verschiedenen Vans, die General Motors für den nordamerikanischen Markt herstellte. Seine stärksten Wettbewerber waren der Ford Econoline und der Dodge A100.
Der Begriff Chevrolet Van bezieht sich auch auf die anderen Vans von Chevrolet. Der erste dieser Vans, der Corvan, wurde 1961 auf der Corvair-Plattform herausgebracht, der jüngste ist der Chevrolet Express.

## Erste Generation
Der Chevrolet Van der Baujahre 1964 bis 1970 basierte, wie seine Konkurrenten Ford Econoline und Dodge A100, auf einer veränderten Personenwagenplattform. Der Motor saß zwischen und hinter den Vordersitzen und der Wagen hatte eine flache Front. Motor und Bremsen wurden vom Chevy II übernommen. Dieser Chevrolet Van wurde auch als GMC Handi-Van angeboten.
Der 1964 vorgestellte Van hatte eine flache Windschutzscheibe und war mit Vier- oder Sechszylindermotoren ausgestattet. Verfügbar waren ein Reihenvierzylinder mit 2,5 l Hubraum, der 66 kW leistete, sowie Reihensechszylindermotoren mit 3,2 l (88–130 kW), 3,8 l (103 kW) oder 4,1 l (114 kW). Die einfache Konstruktion und der kastenförmige Aufbau waren ideal zum Transport von Ladung, Werkzeug und Material in der Stadt. Für lange Überlandfahrten war der Wagen weniger geeignet. Der Lieferwagen hieß Handivan und hatte verblechte Fenster und keine Seitentüre. Auch den Beifahrersitz und die Heizung gab es nur gegen Aufpreis. Das etwas besser ausgestattete Modell für den Personentransport hieß Sportvan.

### Facelift

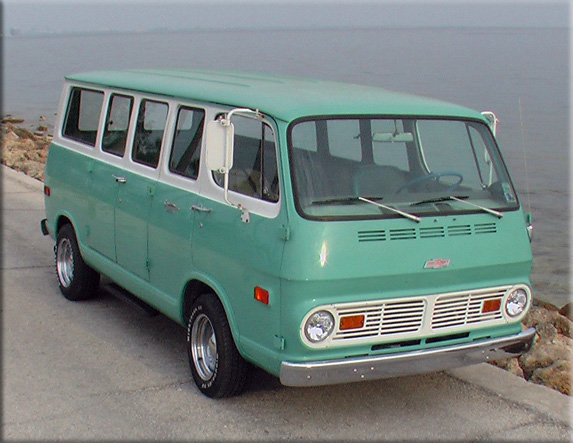
Chevrolet Sportvan 1968

1967 gab es ein leicht überarbeitetes Modell mit gerundeter Windschutzscheibe, größeren Motoren und besseren Bremsen. Zum ersten Mal gab es einen V8-Motor mit 5,4 l Hubraum und einer Leistung von 202 kW. Es gab zwei Radstände, 2286 mm und 2743 mm.

## Zweite Generation

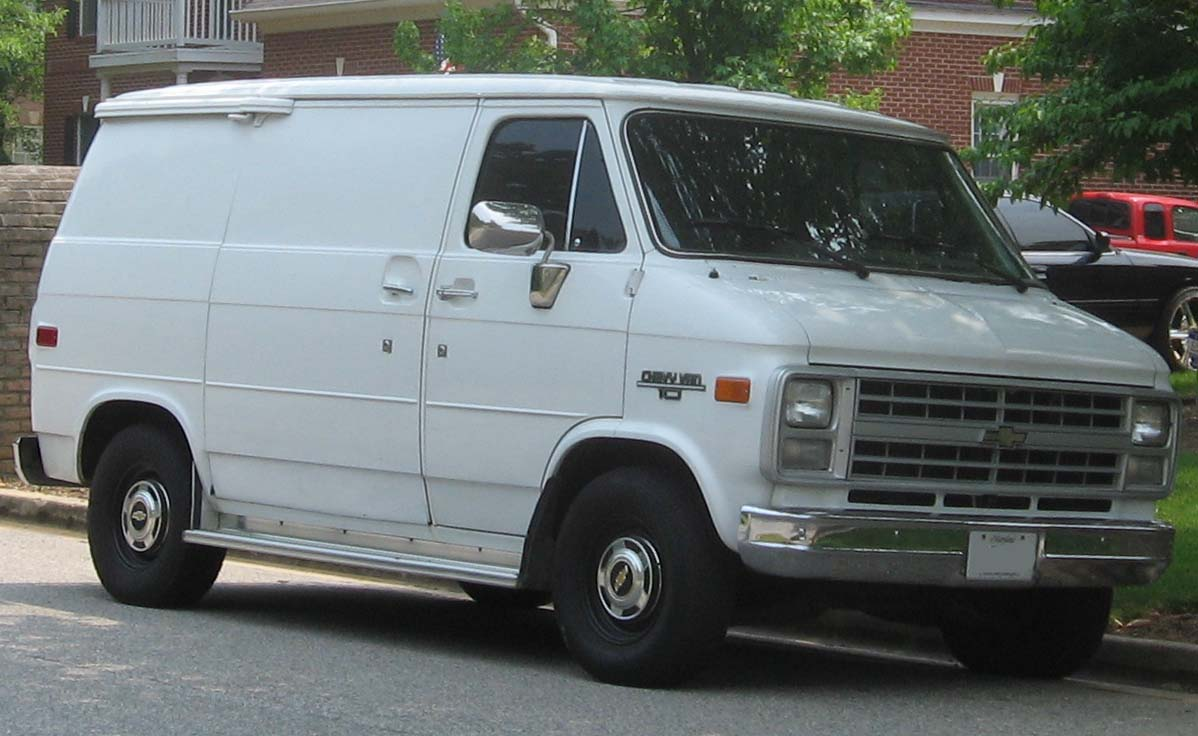
Chevrolet Van

Ein völlig neues Modell auf Basis der G-Plattform wurde 1971 parallel zum GMC Vandura eingeführt. Dieses wurde mit mehreren Facelifts bis 1996 angeboten und dann vom Chevrolet Express abgelöst.